# Il bacino di Argenteuil
Il bacino di Argenteuil è un dipinto a olio su tela (60x80,50 cm) realizzato nel 1872 circa dal pittore francese Claude Monet. È conservato nel Musée d'Orsay di Parigi.
Nel 1871 Monet si trasferì ad Argenteuil.